# セントジョージ礼拝堂 (ウィンザー城)
セントジョージ礼拝堂（英語: St George's Chapel）は、イギリスのウィンザー城の王室礼拝堂である。ガーター勲章が授与される場所でもある。

## 解説
セントジョージ礼拝堂は王室専用の礼拝堂で、常時一般公開されており、約800人を収容することが可能である。セントジョージ礼拝堂は現在も現役の教会である。1日に最低3回の礼拝があり、司祭はそれぞれの礼拝でイギリス国王とガーター騎士団（ガーター勲章受章者）のために祈りを捧げる。
セントジョージ礼拝堂は王室の教会で、ウィンザー城の中にあるが、ウィンザー城管理長官及び総督の管理下にはない。イングランド国教会の一員ではあるが、国教会の大主教や主教からは完全に独立している。セントジョージ礼拝堂の聖職者の主な役割は、キリストの伝道や改宗ではなく、単に王室のための宗教的儀礼を行うことであり、聖職者の唯一の法的責務は、王とガーター騎士団のために祈ることである。

## ガーター騎士団

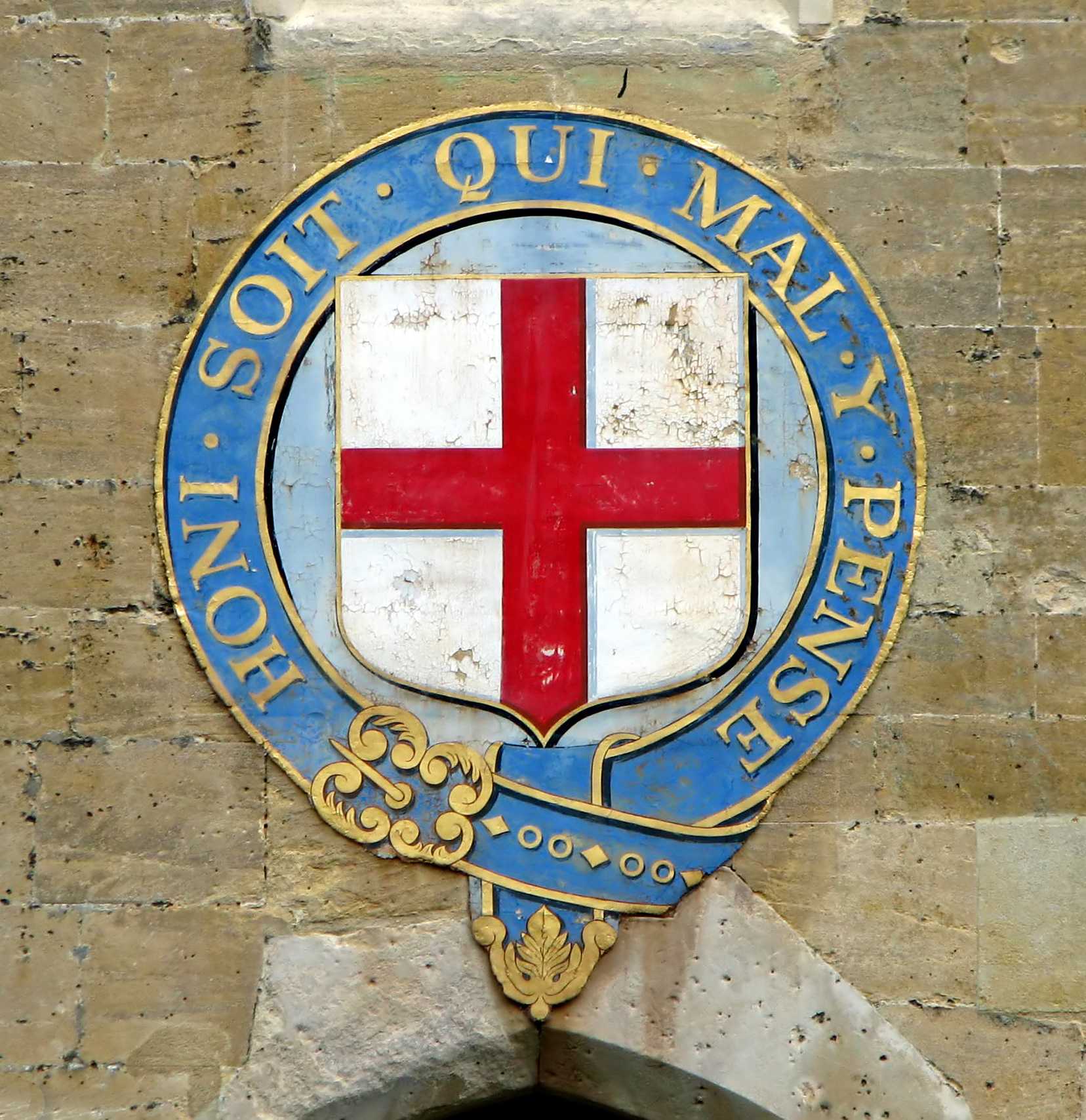
ガーター勲章

セントジョージ礼拝堂は、1348年にエドワード3世によって創設された。同年、エドワード3世はガーター騎士団を設立し、セントジョージ礼拝堂はこの騎士団の主要な教会となった。毎年6月には、セントジョージ礼拝堂で騎士団の特別感謝礼拝が行われる。ガーター勲章を授与できるのは国王だけで、国王、プリンス・オブ・ウェールズ、非常に重要な王族、友好国の君主を除いて、24人しか受章することができない。
エドワード3世は、ガーター騎士団が創設されると、26人の「貧民騎士」（英語: Poor Knights）を任命し、司祭によるセントジョージ礼拝堂の管理・運営を手伝わせた。19世紀になって、これらの騎士は「貧民騎士」と呼ばれることを嫌ったので、ウィリアム4世は彼らを「軍人騎士」（英語: Military Knights）と改名した。当初、この貧民騎士たちは、セントジョージ礼拝堂で毎日礼拝を行い、ウィンザー城に住む権利を得た貧しい退役軍人たちであった。今日、この騎士たちはもはや貧乏人ではないが、退役軍人であることに変わりはない。公式の場では、ガーター騎士団の護衛として、セントジョージ礼拝堂で奉仕している。

## 結婚式
この教会は、多くの王室の結婚式、特にビクトリア女王の子供たちの結婚式を主催してきた。

## 埋葬
エドワード4世以来、多くのイングランド国王・イギリス国王・女王の埋葬地としても使用されており、この礼拝堂に付属するジョージ6世記念礼拝堂には、ジョージ6世と王妃エリザベス・ボーズ＝ライアン、長女のエリザベス2世と王配エディンバラ公フィリップ、次女のスノードン伯爵夫人マーガレットが葬られている。